# Teodoro Sinadeno
Teodoro Comneno Dukas Paleologo Sinadeno (in greco Θεόδωρος Κομνηνός Δούκας Παλαιολόγος Συναδηνός?; Vize, 1277 circa – Costantinopoli, 1345 o 1346) è stato un nobile e militare bizantino che giocò un ruolo preminente nelle guerre civili del suo tempo.
Rampollo di una nobile stirpe, divenne uno dei primi e più importanti sostenitori di Andronico III Paleologo nella guerra contro il nonno Andronico II. Ricoprì vari governatorati provinciali durante il regno di Andronico III, tra cui l'Epiro e Tessalonica. Dopo lo scoppio della guerra civile del 1341-1347, cercò far arrendere Tessalonica al suo vecchio amico Giovanni Cantacuzeno ma venne cacciato dalla città dagli zeloti. Costretto ad unirsi ai nemici di Cantacuzeno, venne inizialmente onorato con l'alta carica di protovestiario, ma ben presto venne messo agli arresti domiciliari a Costantinopoli, dove morì povero nel 1345 o nel 1346.

## Biografia
Era figlio del megas stratopedarchēs (comandante in capo) Giovanni Sinadeno e di Teodora Paleologa Sinadena, la nipote dell'imperatore Michele VIII Paleologo e quindi membro della più alta aristocrazia dell'impero bizantino. Aveva probabilmente un fratello maggiore di nome Giovanni Sinadeno, e almeno una sorella, Eufrosina. Poco si conosce dei primi anni della: nacque intorno al 1277, a quanto pare a Bizye nella costa della Tracia sul mar Nero, dove aveva una residenza sontuosa, tenute estese e molti amici e parenti.

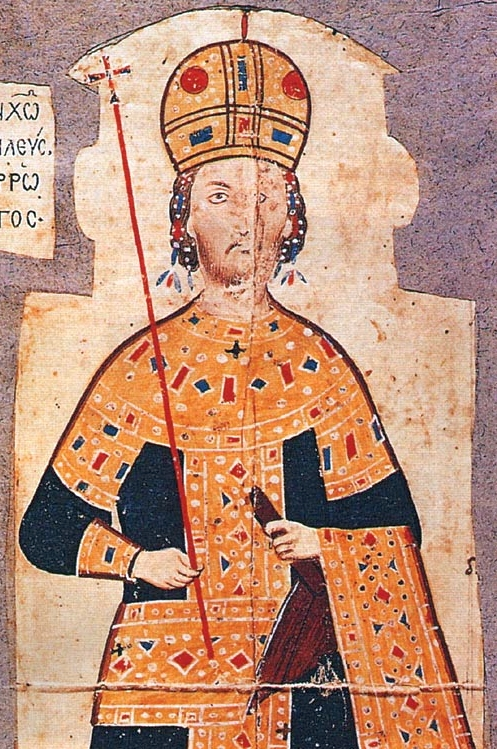
Andronico III Paleologo

Appare per la prima folta nelle fonti storiche nel 1321, quando ottenne il titolo umile di domestikos tes trapezi (amministratore del tavolo imperiale) e venne registrato come un amico vicino a suo cugino, l'imperatore minore Michele IX Paleologo. Dopo la morte di Michele, divenne uno dei primi e più importanti sostenitori del figlio di Michele IX, il giovane Andronico III che era stato diseredato dal vecchio imperatore, Andronico II, dopo la morte di Michele. Insieme con i compagni aristocratici Giovanni Cantacuzeno e Sirgianni Paleologo, formò il "triumvirato" dei sostenitori del più giovane degli Andronico, al quale l'"uomo nuovo" Alessio Apocauco si aggregò come membro più giovane. Il vecchio imperatore, diffidando della sua lealtà, lo nominò governatore di Prilep, ai confini con la Serbia. Invece di partire per la sua assegnazione, nella notte di Pasqua (19-20 aprile 1321), insieme al più giovane Andronico e a Cantacuzeno, fuggì da Costantinopoli per iniziare una rivolta armata contro Andronico II.
Nel primo episodio della guerra civile tra nonno e nipote, Andronico III riuscì a ottenere il riconoscimento di imperatore minore, con la Tracia come suo personale appannaggio. Durante il conflitto, Sinadeno fu tra i sostenitori più radicali e intransigenti del più giovane Andronico, favorendo l'eventuale deposizione di Andronico II. Durante il corso della guerra, sconfisse le forze lealiste sotto Costantino Asen, e nella fase finale, nel 1327-1328, fu governatore in Tracia. Quando sempre più località, tra cui la seconda città più importante dell'impero, Tessalonica, erano passate al campo di Andronico III, insieme a Cantacuzeno esortò Andronico III a marciare su Costantinopoli e a deporre suo nonno a titolo definitivo. Nella notte del 13 maggio 1328, i tre fecero entrare il loro esercito attraverso un cancello, dopo aver corrotto la guardia, prendendo possesso della capitale imperiale senza resistenza. Andronico II fu costretto a dimettersi e a ritirarsi in un monastero, lasciando al nipote il ruolo di unico imperatore. Per questi servigi venne promosso a prōtostratōr, forse prima del 1321.
Dopo la guerra, fu premiato e nominato governatore di Costantinopoli, Apocauco divenne capo della segreteria imperiale, Cantacuzeno rimase consigliere principale di Andronico III come Megas domestikos e Sirgianni fu nominato governatore di Tessalonica. Intorno al 1330, Sinadeno fu mandato come governatore della Mesembria, mentre nel 1336, quando Andronico III e Giovanni Cantacuzeno conquistarono l'Epiro, ne divenne il suo governatore. Alla fine del 1338, tuttavia, scoppiò una rivolta in Epiro in favore di Niceforo II Orsini, l'ultimo discendente della dinastia regnante epirota. Sinadeno venne fatto prigioniero dai ribelli nella capitale, Arta e rimase prigioniero fino al 1340, quando Andronico III e Cantacuzeno realizzarono una campagna contro i ribelli e recuperarono la regione. Giovanni Angelo, un parente di Cantacuzeno, divenne il nuovo governatore, mentre Sinadeno venne spostato verso il governatorato di Tessalonica.

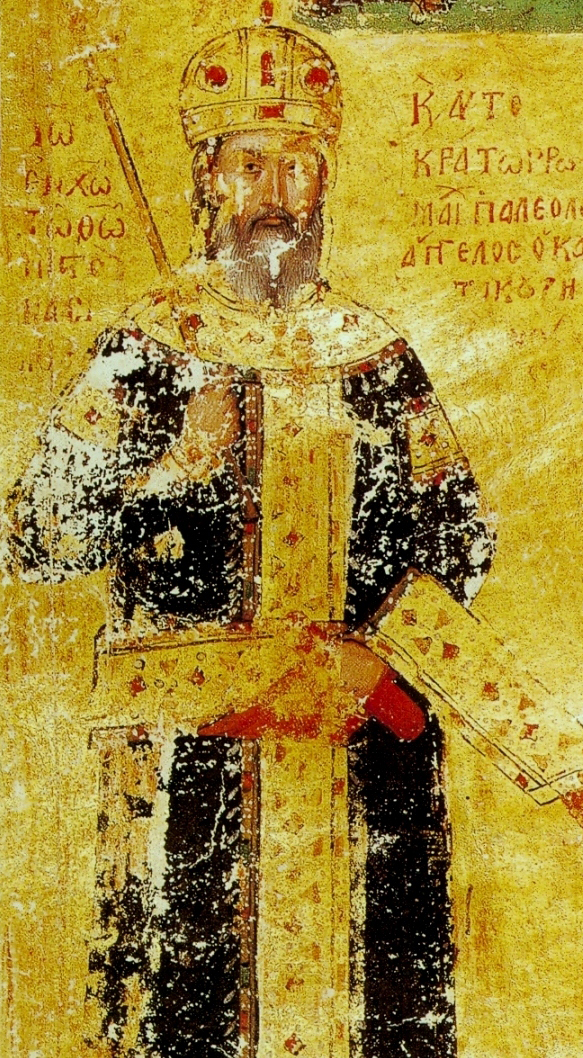
Giovanni VI Cantacuzeno

Nel mese di giugno 1341, Andronico III morì improvvisamente e scoppiò una lotta di potere tra Cantacuzeno, che inizialmente aveva assunto i poteri della reggenza del figlio minorenne di Andronico, Giovanni V Paleologo, e una potente fazione attorno al Patriarca Giovanni Kalekas, l'imperatrice-vedova Anna di Savoia e Alessio Apocauco. La disputa si trasformò presto in conflitto quando il Patriarca, l'imperatrice e Apocauco sostituirono Cantacuzeno, come reggente, e imprigionarono la sua famiglia e i suoi sostenitori. In risposta, questi si proclamò imperatore a Didymoteicho nel mese di ottobre. La notizia della proclamazione di Cantacuzeno scatenò un'ondata di resistenza popolare in tutta la Macedonia e la Tracia. La gente comune, impoverita da un'aristocrazia che la sfruttava, vide in Cantacuzeno un rappresentante degli aristocratici odiati e si radunò dietro la fazione del Paleologo legittimo e una dopo l'altra, le città vennero prese in nome della reggenza costantinopolitana. Tessalonica, in un primo tempo, rimase tranquilla, e Sinadeno contattò il suo vecchio amico Cantacuzeno con l'intenzione di arrendersi a lui. Una tale mossa poteva rivelarsi decisiva, visto che il possesso di Tessalonica avrebbe consentito a Cantacuzeno di controllare Macedonia, Tessaglia ed Epiro, e nel marzo 1342, partì da Didymoteichon con il suo esercito in direzione della città. Prima del suo arrivo, però, Sinadeno fu rovesciato e cacciato dalla città a seguito di una rivolta guidata da una fazione popolare radicale, gli zeloti. Apocauco, con una flotta, venne a rafforzare il nuovo regime, e uno dei suoi figli fu installato come nuovo governatore.
Cacciato da Tessalonica, con la causa di Cantacuzeno apparentemente in rovina, fu presto costretto a cercare rifugio alla corte del re serbo, Stefano Uroš IV Dušan e con la sua famiglia tornò a Costantinopoli nelle mani della reggenza facendo un accordo con Apocauco. Venne premiato con l'alta carica di protovestiario, ma poco dopo messo agli arresti domiciliari virtuali a Costantinopoli ove morì, privato del suo rango e di una notevole ricchezza, verso la fine del 1345 o all'inizio del 1346. Un anno dopo, nel febbraio 1347, Cantacuzeno entrò a Costantinopoli come vincitore della guerra civile, che lasciò lo Stato bizantino in rovina: con le sue risorse umane e militari esauste, oltre la metà del suo territorio era stato perduto, fallito e in debito con gli stranieri, con una popolazione stanca della guerra e poco entusiasta.